# Vörös Péter (táncos)
Vörös Péter Dániel (Budapest, 1968. október 31. –) labdarúgó- és fitnesz edző, pedagógus, sportmenedzser. Sporttánc tréner, koreográfus, táncos és pontozóbíró. Vác Önkormányzata által háromszor kitüntetett edző (2006, 2007, 2008) A Fitness Akadémia képzési csoportvezetője (2014-), a Színház- és Filmművészeti Egyetem tanára (2015-), művészetoktató pedagógus (Savaria AMI 2016-). A Bolero TSE (1992), a Pro Talentum SE (2013), majd az Aktív Stúdió közösségi műhely (2014) alapítója. A Barca Academy (2021), majd az EUSE edzője (2022-). A Vígszínház Össztánc előadásának tánctanára (2015).

## Tanulmányai
Érettségit a Berzsenyi Dániel Gimnáziumban tett. 1992-től Olaszországban, majd Angliában tanult táncot valamint mozgásfejlesztés, mozdulatelemzés módszertant. A Semmelweis Egyetem Testnevelési és Sporttudományi Kar Továbbképző Intézetében szerzett sportoktatói (2003), majd a Fitness Companynál IFAA aerobik edzői (2006) végzettséget. 
Labdarúgás területén végzettségei: szabadidős futballszervező (2016), C kategóriás edző (2017), MLSZ sportmenedzser-sportvezető alap- és középfok (2018), FC Barcelona Coach Development Program (2021).
Legmagasabb végzettsége: pedagógus (MTE, 2021)

## Család
Családja a Felvidékről (Érsekújvár), valamint Komárom-Esztergom megyéből (Ászár) származik. 
Édesanyja - Szabó Rozália, édesapja - Vörös János motorsport szakíró, a Motor Revü újság főszerkesztője, több motorsport témájú könyv szerzője volt. Testvére Vörös Eszter Katinka (1986. július 24.-).
Felesége Vörös-Somogyvári Judit (második házasság). Első felesége Suki Ágnes volt, akitől egy gyermeke született - Vörös-Suki Bianka.

## Fiatalkori törekvések
1973-tól az Újpesti Dózsában Szlavicsek Tivadar, majd 1975-től a Budapesti Honvédban Dobai Gyula irányításával versenyszerűen úszott. Legjobb eredménye egy utánpótlás kupán, győzelem 200 háton. Miután Dobai külföldön folytatta edzői munkáját, nem sokkal később sportágat váltott. A választott sportág az öttusa lett, melyben csapat bajnoki 3. helyezés volt legjobb eredménye.
1984-ben Haláltánc címen írt táncjátékot, mely az Országos Diáknapok versenysorozat keretében országos díjat nyert. Ezután nyert felvételt az OSZK Akrobatikus Revütáncos-képző szakára, ahol osztályfőnöke Berger Gyula lett. Többek közt Jeszenszky Endre és Árva Eszter is tanították.
Diákszínjátszó csapatot alapított LARST néven, mellyel a Sztárcsinálók című rock operát is bemutatták. A társulat a 250. Sztárcsinálók előadása előtt elő-csapatként lépett fel a Rock Színház színpadán (1986). A Pesti Műsor és a Petőfi Csarnok által szervezett "Csillag születik" énekversenyen 187 indulóból lett az 5. helyezett (1987). Csapatával 1988-ban előadói díjat nyert.
Dalszövegírói versenyt nyert a "Dől a torony" címmel Szikora Róbert által meghirdetett megmérettetésen. 1996-ban az év legjobb folk-rock zenekarának választott ELON együttes "A végtelen felé" című lemezén a "Rejtély" című szám dalszövegét jegyzi.

## Versenyzői karrier
1987 és 1992 közt a Szántőné Romhányi Erzsébet által vezetett Pataky Művelődési Központ színeiben versenyzett, majd 1992-től saját klubjának versenyzője volt Mantovay Viktóriával. Felfedezője Nagy Gyöngyi, hazai edzői: Ács Gabriella, Módy Júlia és Őze László voltak. Legmeghatározóbb külföldi mesterei Jukka Haapalainen, Sirpa Suutari, Michael Stylianos, Carol MacRaild valamint Viktor Nikovski és Larissa Davidova voltak.
Pályafutása során (1999-ig) a latin-amerikai táncok stílusában négyszeres Budapest Bajnok, országos bajnok, valamint kétszeres magyar bajnoki ezüst- illetve bronzérmes. Huszonhat bajnoki megmérettetésén huszonhat döntős, és huszonkét dobogós helyezést szerzett ( 5 bajnoki cím, 10 ezüst- és 7 bronzérem). Magyarországot Európa- és Világkupán, valamint Európa Bajnokságon képviselhette. Legjobb eredménye: Európa Kupa 13. helyezés.

## Edzői-sportvezetői munka

### Táncsport
Budapesten és Vácon oktatott, emellett Szlovákiában és az ország több pontján. Nemzetközi szinten ifjúsági világranglista verseny győztest és felnőtt világranglista versenyen középdöntőst nevelt.
A legnagyobb hazai versenyeken magyar bajnoki döntőt és ranglista dobogóig jutó versenyzői mellett sok tanítványa jutott középdöntőig.
Tanítványai országos- és Budapest bajnokságokon közel 100 érmes helyezést szereztek.
Sportvezetőként a pontozóbírók elnökeként tevékenykedett.
2013-ban és 2016-ban a táncoktatói szakma vizsgarendszerének egyik kidolgozója

### Fitnesz
Több fitnesz esemény előadója volt (IFAA Kongresszus, Fitbalance, FittAréna, Coca Cola Testébresztő, Női Mozgásfesztivál)
2014-től részt vett a Fitness Akadémia táncoktatói képzésének irányításában

### Egyéb
2014-2017 A Gloriett RG csapatának edzője, mozgásfejlesztő trénere, több bajnoki dobogós versenyző nevelésében vett részt.
2015 Az Aktív Stúdió Darts Klub vezetője. A csapat Budapest bajnoki címeket, sok kiváló eredményt jegyzett.

## Labdarúgás
Gyermekkorában a Honvéd Sportiskolában játszott hét éven keresztül.
2009 - Erőnléti edző a Vác FC U17-es csapata mellett.
2012 - Alapítója, később edzője a Pro Talentum Sportegyesületnek. A csapat Újpesten, később Nagytarcsán működött. 
2018 - Egyesülete Keszthelyen és Budapesten támogatott több utánpótlás eseményt pl az UTE-Pro Talentum Kupát és két Champions Trophyt
2018 - Puskás Akadémia - koordinációs megfigyelő
2021 - Edző a Barca Academy-nél U13/U14 korosztályban
2022 - Edző az EUSE csapatánál

## Művészi-közösségi tevékenység
2015 - A Vígszínház Marton László rendezésében állította színpadra az Össztánc című produkciót. Vörös Péter Dániel a darab tánctanáraként készítette elő a színpadra állítás folyamatát.
Csatornát indított a Youtube-on. Drogprevenciós programban vett részt a Zuglói KEF-fel. Több videót készített a témában, ezek közül a legnépszerűbb a Szabó Győzővel készített "Toxikoma" beszélgetés lett, amihez a technikai és gyártási hátteret biztosított.